# Dassault Mirage IIIV
Dassault Mirage IIIV (3-V) là một loại máy bay tiêm kích cất hạ cánh thẳng đứng (VTOL) của Pháp do hãng Dassault Aviation nghiên cứu chế tạo. Không giống như mẫu tiền nhiệm là Dassault Mirage III, mẫu IIIV nổi bật với 8 động cơ phản lực nâng phụ cỡ nhỏ đặt cạnh động cơ chính. Thiết kế này nhằm đáp ứng tiêu chí của NATO về một máy bay tiêm kích tấn công VTOL trong thập niên 1960.

## Balzac V
Khi động cơ nâng Rolls-Royce RB.162 theo danh nghĩa được sử dụng trên Mirage IIIV không thể kịp trang bị trước năm 1963, Dassault đã sửa đổi nguyên mẫu Mirage III đầu tiên để phục vụ như một mẫu thử nghiệm VTOL tạm thời. 8 động cơ nâng Rolls-Royce RB.108 đã được lắp đặt, mỗi chiếc có lực đẩy cất cánh cực đại trung bình đạt 9.83 kN (2.210 lbf). Động cơ đẩy SNECMA Atar G.2 của Mirage III đã bị thay thế bằng động cơ đốt lần hai Bristol Orpheus BOr 3 có lực đẩy 21.57 kN (4.850 lbf). Các động cơ nâng lập thành nhóm nối tiếp nhau cứ hai chiếc một xung quanh trọng tâm của máy bay trên mọi cạnh khe hút khí của động cơ đẩy, với mỗi cặp trong một hàng phân chia bởi các bánh xe của bộ phận hạ cánh chính. 

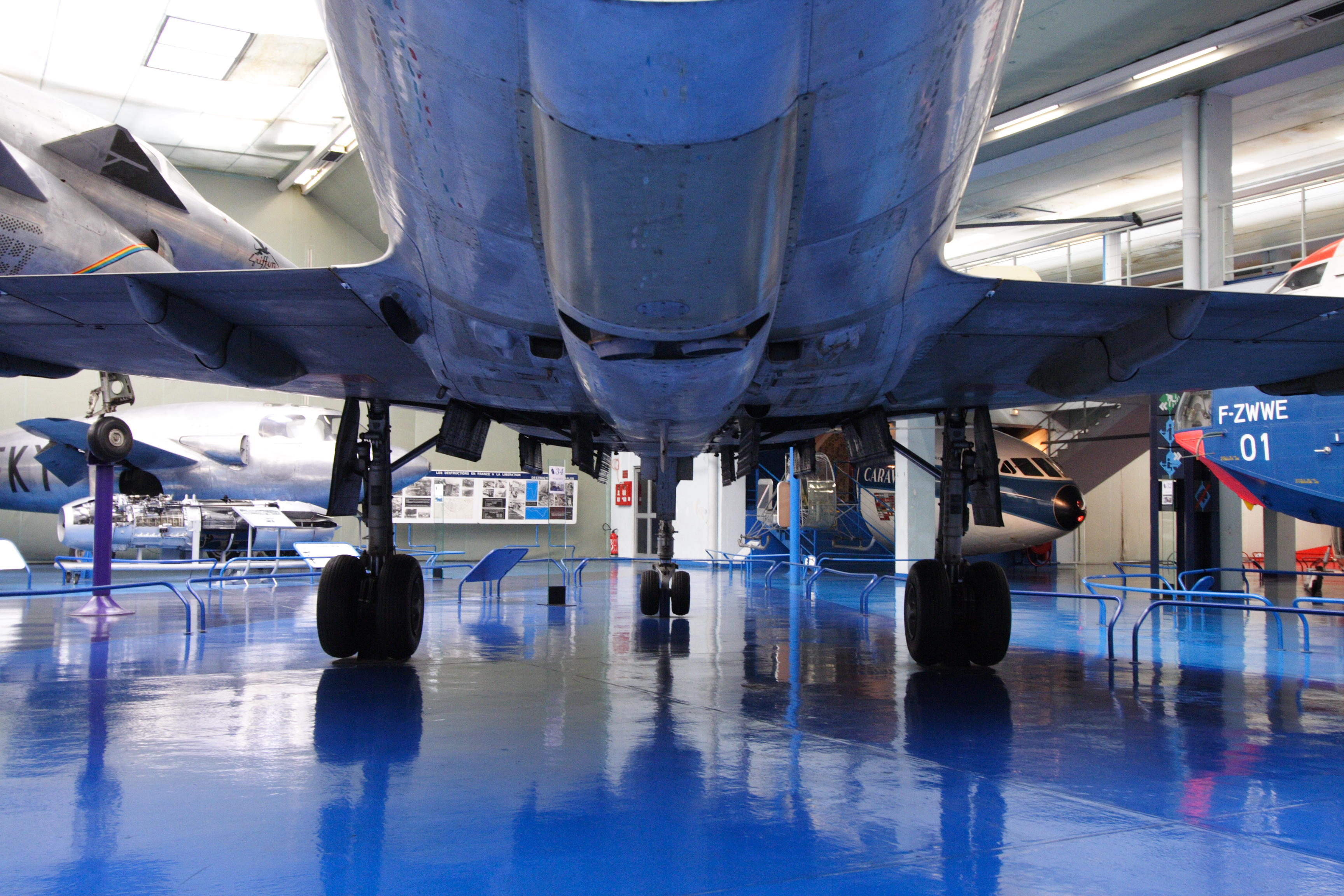
Bụng của IIIV

Balzac bắt đầu bay lơ lửng vào ngày 12 tháng 10-1962, và chuyên bay tự do của nó diễn ra 6 ngày sau đó, hai tháng trước kế hoạch. Chuyến bay chuyển tiếp từ cất cánh thẳng đứng sang bay ngang đầu tiên diễn ra vào chuyến bay thứ 17 của nó ngày 18 tháng 3-1963.
Máy bay đã bị rơi vào ngày 10 tháng 1-1964, trong chuyến bay thứ 125 của nó, khi nó đang bay lơ lửng ở độ cao thấp. Trong thời gian hạ thấp thẳng đứng, máy bay bị mất kiểm soát vì cánh bị dao động, cánh trái máy bay dần dần hạ xuống đất tạo góc lớn, khiến máy bay lăn tròn vì động cơ nâng vẫn tiếp tục hoạt động. Tai nạn này được quy do mất điều khiển do những giới hạn bộ phận thăng bằng của "ống nâng tâng bốc" của hệ thống tự động ổn định 3 trục đã vượt quá khi cuộn tròn. Mặc dù khung máy bay bị hư hại tương đối nhẹ, phi công thử nghiệm của Centre D'Essai en Vol là Jaques Pinier không thể phóng khỏi máy bay và đã thiệt mạng trong tai nạn.
Máy bay được chế tạo lại, và các chuyến bay thử nghiệm tiếp tục vào 2 tháng 2-1965. Vào ngày 8 tháng 9-1965, máy bay lại gặp phải một sự cố khác, một lần nữa trong khi đang trôi lơ lửng ở độ cao thấp. Máy bay đang được đánh giá bởi thiếu tá P E Neale thuộc Không quân Mỹ, đây là một phần trong sự trao đổi thông tin Pháp-Mỹ thuộc chương trình VTOL. Thiếu tá Neale đã không thành công khi phóng ra khỏi máy bay. Những kết quả tìm kiếm nguyên nhân gây tai nhạn không bao giờ được công bố. Người ta cho rằng việc điều khiển thủy lực khó khăn với việc sử dụng quá mưc động cơ nâng đã khiến thiếu hụt nhiên liệu và làm tất cả động cơ bị tắt. Một lần nữa, thiệt hại nhỏ nên máy bay có thể sửa được, nhưng trong thời gian này, máy bay đã không được chế tạo lại.
Balzac V có số seri là 001, nhưng nó lại trùng với số điện thoại của một hãng quảng cáo phim nổi tiếng ở Paris (BALZAC 001) (Publicité Jean Mineur).

## Cuộc cạnh tranh trong NATO
4 thiết kế được đệ trình lên NATO tháng 1-1962, gồm Mirage IIIV, Fokker-Republic D.24 Alliance, BAC 584 và Hawker P.1154, những mẫu máy bay này tham gia một cuộc cạnh tranh AC/169 nhằm đáp ứng các chi tiết về một máy bay tiêm kích tấn công siêu âm V/STOL theo chương trình NATO Basic Military Requirement 3. Vào tháng 5-1962, các phán quyết đã nghiêng về P.1154, do có kỹ thuật cao cấp hơn, nhưng khi xem xét tài chính và những cơ hội chia sẻ công việc Mirage IIIV lại chiếm ưu thế. NATO không phải cấp kinh phí để phát triển đầy đủ mẫu chiến thắng, các quốc gia thành viên riêng lẻ sẽ phải tự bỏ kinh phí.

## Mirage

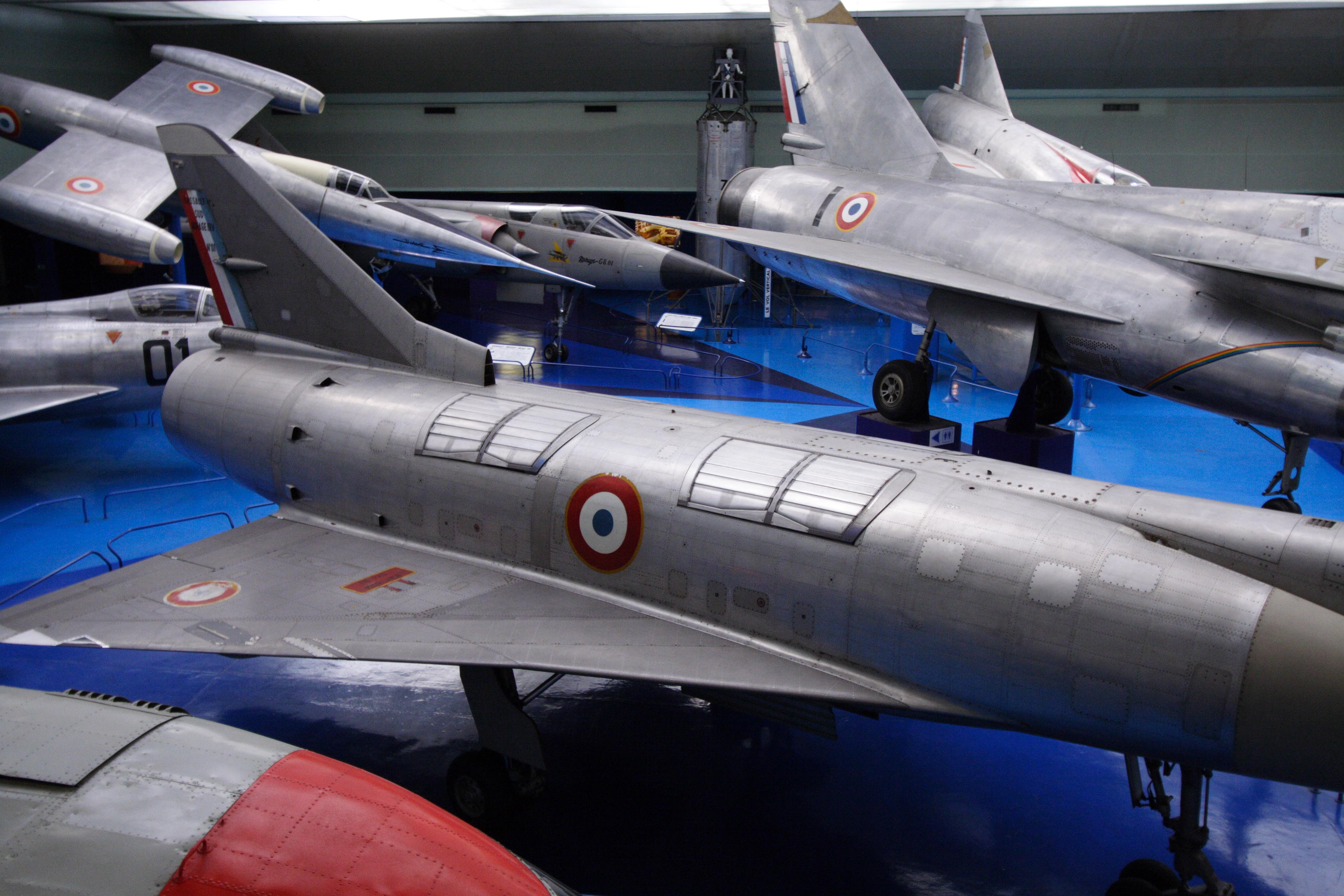
Mirage IIIV, nắp động cơ nâng trên lưng

Trong khi chờ đợi, Balzac đã dẫn tới Mirage IIIV hiện nay lớn hơn 2 lần. Hai nguyên mẫu đã được chế tạo. Chiếc Mirage IIIV đầu tiên thực hiện chuyến bay lơ lửng thử nghiệm đầu tiên vào tháng 2-1965. IIIV có cách bố trí chung của những máy bay tiêm kích Mirage trước đó, nhưng nó dài hơn và có cánh lớn hơn, giống như Balzac có 9 động cơ: một động cơ phản lực cánh quạt đẩy Pratt & Whitney JTF10 do SNECMA sửa đổi, có tên gọi TF104 lực đẩy 61.8 kN (13.900 lbf), và 8 động cơ Rolls-Royce RB.162-1, lực đẩy mỗi chiếc 15.7 kN (3.525 lbf), đặt thẳng đứng từng đôi một xung quanh trục giữa. TF-104 trước được đánh giá trên một chiếc máy bay thử nghiệm được chế tạo đặc biệt là Mirage IIIT, giống một chiếc Mirage IIIC ngoại trừ thay đổi với động cơ thích hợp.
Động cơ TF104 nhanh chóng bị thay thế bởi động cơ nâng cấp TF106, có lực đẩy 74.5 kN (16.750 lbf), trước khi nguyên mẫu đầu tiên thực hiện chuyển tiếp ban đầu, bắt đầu bay tiến vào tháng 3-1966. Nó đạt tới vận tốc Mach 1.32 trong các thử nghiệm bay.
Nguyên mẫu thứ hai có 1 động cơ phản lực cánh quạt đẩy TF30, lực đẩy 82.4 kN (18.500 lbf), bay lần đầu vào tháng 6-1966. Vào tháng 9 cùng năm. Nó đạt tới vận tốc Mach 2.04, nhưng đã bị phá hủy trong một tai nạn vào 28 tháng 11-1966. Mirage IIIV chưa bao giờ có khả năng cất cánh thẳng đứng và thành công khi cố gắng đạt vận tốc siêu âm trong cùng một chuyến bay; thiếu nhiên liệu và động cơ phản lực nâng quá nặng đã ngăn cản nó.
Việc mất nguyên mẫu thứ hai đã khiến chương trình bị hủy bỏ, và thật ra nó đã dập tắt bất kỳ viễn cảnh nào về một máy bay tiêm kích cất cánh thẳng đứng hoạt động với vận tốc Mach 2. Hawker P.1154 của Anh đã bị hủy bỏ vào năm 1965 bởi chính phủ, lúc đó nó vẫn đang ở giai đoạn nguyên mẫu, mẫu máy bay cường kích VTOL Hawker-Siddeley Kestrel đã bay thử nghiệm trong một cuộc thử nghiệm đánh giá ba bên giữa Mỹ, Anh và Tây Đức. Pháp ưu tiên Mirage IIIV.
Một số công việc đối với P.1154 và Kestrel đã góp phần tạo nên mẫu máy bay tiêm kích cất cánh thẳng đứng Harrier. Mirage IIIV chưa bao giờ trở thành một máy bay chiến đấu thực sự. 8 động cơ nâng là một cơn ác mộng đối với công tác bảo dưỡng, và chắc chắn trọng lượng của chúng đã khiến tầm bay giảm xuống và trọng tải tăng thêm. Rõ ràng chương trình đã thất bại hoàn toàn thậm chí trước cả khi mất nguyên mẫu thứ hai.
Một phần công nghệ của IIIV đã được sử dụng lại trên Mirage IIIF, sau đó là Mirage F1. Buồng lái và các thiết bị điện tử phụ trở cũng đã được áp dụng trên một số mẫu máy bay của Pháp.

## Thông số kỹ thuật (Mirage IIIV)

### Đặc điểm riêng
- Phi đoàn: 1
- Chiều dài: 16.30 m (53 ft 6 in)
- Sải cánh: 8.80 m (28 ft 10 in)
- Chiều cao: n/a
- Diện tích cánh: n/a
- Trọng lượng rỗng: 6.750 kg (14.880 lb)
- Trọng lượng cất cánh: n/a
- Trọng lượng cất cánh tối đa: n/a
- Động cơ:
  - 1× Pratt & Whitney TF106, 17.600 lbf (78.5) kN
  - 8× RollsRoyce RB162, 4.400 lbf (19.6 kN) mỗi chiếc

### Hiệu suất bay
- Vận tốc cực đại: Mach 2
- Tầm bay: n/a
- Trần bay: n/a
- Vận tốc lên cao: n/a
- Lực nâng của cánh: n/a
- Lực đẩy/trọng lượng: n/a

### Máy bay có cùng sự phát triển
- Dassault Mirage III
- Dassault Mirage F1

### Máy bay có tính năng tương đương
- Hawker Siddeley Harrier
- Hawker P.1154
- Rockwell XFV-12
- Yakovlev Yak-38
- Yakovlev Yak-141
- EWR VJ 101

### Danh sách
- Danh sách máy bay quân sự của Pháp
- Danh sách máy bay chiến đấu
- Danh sách máy bay VTOL